# 롭 슈나이더
롭 슈나이더(Rob Schneider, 1963년 10월 31일 ~ )는 미국의 배우이다.

## 출연 작품
- 쿵푸 프리즌 - 빅 스탠 역
- 놈 오브 더 노스 - 놈 목소리 역
- 데몰리션 맨 - 어윈 역
- 저지 드레드 - 하만 퍼거슨 역
- 넉 오프
- 애니멀 - 마빈 맨지 역
- 핫 칙 - 제시카 역
- 다이노 타임 - 다저 목소리 역
- 개구리왕국
- 더 리디큘러스 6
- 샌디 웩슬러 - 퍼루즈 역
- 넌 실수였어 - 코만티 역
- 홈 팀 - 제이미 역